# 能勢豊一
能勢 豊一（のせ とよかず、1950年8月22日 - ）は、日本の経営システム工学・経営情報学者。大阪工業大学名誉教授・校友会副会長、第8代工経会会長・青藍会副会長。学位は、工学博士（大阪大学）。
常翔学園校友会理事、日本学術会議第19期企業行動研究連絡委員会委員長、日本経営システム学会(JAMS)第13・14期会長、日本経営工学会(JIMA)第30期会長、日本情報経営学会(JSIM)元副会長、日本オペレーションズ・リサーチ学会フェロー・元理事、日本品質管理学会元評議員を歴任。
専門は、経営情報学・経営システム工学・経営工学、技術経営(MOT)・技術マネジメント（特にQC、MRP、OR）・経営管理、社会システム工学、マーケティング科学・経済工学。

## 略歴
1973年大阪工業大学工学部工業経営学科（のちの経営工学科）卒業。1975年同大学院工業経営学専攻修士課程修了。大阪大学大学院工学研究科博士課程応用物理学専攻数理コース単位取得後退学、のちに、大阪大学より工学博士の学位を取得。
1980年大阪工業大学工学部経営工学科（現：情報科学部データサイエンス学科）講師。1987年同学科助教授、1992年同学科教授。1993年同大学大学院工学研究科経営工学専攻教授。2006年同大学工学部技術マネジメント学科教授。同大学ものづくりマネジメントセンター長も務めた。2015年大阪工業大学名誉教授。
大阪工業大学工学部経営工学科・技術マネジメント学科において30年以上の長きにわたり教鞭を執り、日本経営工学会会長・日本経営システム学会会長などを歴任し、経営情報学・経営システム工学の発展・普及とのちの情報科学系エンジニアの輩出に大きく貢献した（指導した大阪工業大学経営工学研究室生には、日本IBM社長の山口明夫がいる）。2020年大阪工業大学校友会副会長。同大学第8代工経会会長を歴任。
退官後、2016年常翔学園校友会理事。2017年大阪工業大学知的財産学部非常勤講師、大阪経済大学経営学部特任教授、大和大学政治経済学部経済経営学科特任教授を歴任。

## 主な著書
- 21世紀の経営システム（共著、東方出版2001、学術書）[14]
- ものづくりに役立つ経営工学の事典180の知識（共著、朝倉書店2014、学術書）[15]
- 現代社会の情報・通信マネジメント（共著、中央経済社2009、学術書）[16]
- セキュリティ・マネジメント学 - 理論と事例（共著、共立出版2011、学術書）
- 現代のマーケティング - 基礎と実践 （共著、建帛社1999、学術書）[17]

## 主な研究
- 品質が劣化する場合の最適化在庫管理
- 在庫管理における劣化の特性に関する研究[18]
- MRPシステムにおけるキャパシティ計画に関する研究[19]
- 循環型生産システムの最適化政策に関する研究
- SISとCIMによる経営自動化システムに関する研究[20]
- CIMにおけるファジィ進捗管理システム
- マーケティングミックスおよび消費者の所得水準を考慮した生産/在庫モデルに関する研究[21]
- イノベーションとカイゼンのための未来志向のものづくりとマネジメント[22]
- MOTスクールによる人材育成[23]

経営システム工学の対外啓蒙活動として、第6回日本学術会議経営工学研連シンポジウム2011（テーマ：学士課程教育における経営学教育の在り方）でパネラーとして登壇している